# هانا فلاغ قاولد
هانا فلاغ قاولد (بالإنجليزية: Hannah Flagg Gould)‏ هي كاتِبة وشاعرة أمريكية، ولدت في 3 سبتمبر 1788 في لانكاستر في الولايات المتحدة، وتوفيت في 5 سبتمبر 1865.